# Music is a Passion
A Music is a Passion című dal a holland Atlantic Ocean 3. kimásolt dala a Waterfall című albumról. A dal csupán a skót kislemezlista 71. helyéig jutott, míg az angol kislemezlistán az 59. helyezést érte el.

## Megjelenések
CD Maxi Single Hollandia Clubstitute Records – 2001672
1. Music Is A Passion (Radio Edit 7" Mix) 3:20
2. Music Is A Passion (Extended Mix)	6:06
3. Music Is A Passion (Tall Paul No Sweetness Mix) 7:46 Engineer – Laurence Elliot Potter, Remix – Paul Newman, Tall Paul
4. Music Is A Passion (Pegasus Dub) 5:12
5. Music Is A Passion (Evolution Deep 6 Mix) 7:37 Engineer – Lee Monteverde, Remix – Evolution
6. Music Is A Passion (Album Version) 6:31

## Slágerlista
| Slágerlista (1994)                 | Legjobb helyezés |
| ---------------------------------- | ---------------- |
| Scottish Singles and Albums Charts | 71               |
| Brit kislemezlista                 | 59               |

## Közreműködő előadók
- Producer, rendező – Lex van Coeverden, Rene van der Weyde
- Vokál – F. Merville
- Írták – F. Merville, Lex van Coeverden, Rene van der Weyde